# Marta Remškar
Marta Remškar (r. Jakše), slovenska baletnica, * 3. avgust 1907, Ljubljana, † 29. oktober 1984, Ljubljana.
Baleta se je učila leta 1919 pri Václavu Pohanu, nadaljevala je pri Petru Golovinu in bila do leta 1945 članica Ljubljanskega baletnega ansambla, nato pa je še dve leti vodila Mariborski baletni ansambel. Učila je na Srednji baletni šoli v Ljubljani. Kot solistka je bila najboljša v klasičnih koreografijah. Plesala je v baletih, operah in operetah. V Mariboru je leta 1947 koreografirala prvi tamkajšnji baletni večer. V mladih letih se je ukvarjala z moderno baletno akrobacijo. Najbolj odmeven je bil njen večkratni solistično baletni nastop v Valpurgini noči. Valpurgin balet je ples koreografa Georgea Balanchina in Charlesa Gounoda. Tematika Valpurgine  noči se pojavi v zadnjem dejanju Fausta ter prikazuje praznovanje pred prvim majem, ko imajo duše dovoljenje, da za kratek čas zapustijo telesa umrlih. Balet namesto neposrednega prikaza noči gradi na občutku veselja ob prvomajskem praznovanju. V Mariboru pa je leta 1947 nastopila na nastopu z naslovom Umirajoči partizan, kjer je z lastno koreografijo plesala na glasbo Rahmaninovega Prélude.